# オセアニア・ウィメンズチャンピオンシップ
オセアニア・ウィメンズチャンピオンシップ（Oceania Rugby Women's Championship）は、ワールドラグビー公認のラグビーユニオン国際大会である。フィジー、パプアニューギニア、サモア、トンガの4つの15人制女子代表チーム間で争われる。ワールドカップやWXVへの出場をかけたオセアニア太平洋諸島地域の予選としても行われる。

## 歴史
オセアニアの太平洋諸島地域において、ワールドカップ予選と、定期的な国際試合実施のために2016年に設立された。
第1回はワールドカップ2017への出場をかけた第1予選として、フィジーとパプアニューギニアが対戦した。勝利したフィジーは、最終予選大会（日本・香港との対戦）へと進んだが、敗退した。
2018年の第2回大会からサモアとトンガが加わり、4か国での開催となった。
2019年大会では、ニュージーランドとオーストラリア両国の第2代表チームが参加した。
2020年・2021年は新型コロナウイルス感染症の世界的流行のため開催されなかった。このため、2019年大会の結果が「ワールドカップ2021（2022年10月開催）の予選」として扱われ、1位・2位のニュージーランドとオーストラリアを除いた上位チームとなるフィジーはワールドカップ2021への出場権を得た。続くサモアは最終予選に進んだものの、新型コロナウイルス感染症対策のため最終予選出場を辞退した。
2022年、第4回大会でフィジー対パプアニューギニアのスコアが152対0となり、男子・女子ラグビー両方で歴代3番目となる高得点を記録した。
2023年、同年新設の女子15人制国際大会WXVへの出場権をかけた予選にもなった。優勝チーム（サモア）はWXV2へ、準優勝チーム（フィジー）はWXV3へ出場した。
2024年、優勝チームはワールドカップ2025への出場権が与えられる。また、優勝・準優勝とも2024年のWXV3への出場となった。

## 結果
開催年により、ワールドカップ予選、WXV予選としての役割を持つ。
| 回        | 年        | 優勝                                               | 準優勝                                             | 3位                                                | 4位                                                | 備考         |
| --------- | --------- | -------------------------------------------------- | -------------------------------------------------- | -------------------------------------------------- | -------------------------------------------------- | ------------ |
| 1         | 2016      | フィジー · WC2017最終予選へ進出                    | パプアニューギニア                                 | ‐                                                  | ‐                                                  | [ 2 ] [ 3 ]  |
| 2         | 2018      | フィジー                                           | サモア                                             | トンガ                                             | パプアニューギニア                                 | [ 4 ]        |
| 3         | 2019      | Black Ferns XV                                     | Australia A                                        | フィジー · WC2021に出場                            | サモアWC2021最終予選へ。後に辞退。                 | [ 6 ]        |
| 2020-2021 | 2020-2021 | 新型コロナウイルス感染症の世界的流行のため開催せず | 新型コロナウイルス感染症の世界的流行のため開催せず | 新型コロナウイルス感染症の世界的流行のため開催せず | 新型コロナウイルス感染症の世界的流行のため開催せず | [ 5 ]        |
| 4         | 2022      | フィジー                                           | サモア                                             | トンガ                                             | パプアニューギニア                                 | [ 12 ]       |
| 5         | 2023      | サモア · WXV2に出場                                | フィジー · WXV3に出場                              | トンガ                                             | パプアニューギニア                                 | [ 9 ] [ 10 ] |
| 6         | 2024      | フィジー · WXV3に出場 · WC2025に出場               | サモア · WXV3に出場                                | トンガ                                             | パプアニューギニア                                 | [ 13 ]       |

## 外部サイト
- Oceania Rugby「Women's Championship」
- ラグビーワールドカップ
- WXV
- WOMEN IN RUGBY
- オセアニアラグビー
- ワールドラグビー